# Густаво Бусатто
Густаво Бусатто (порт. Gustavo Busatto, нар. 23 жовтня 1990, Арроїо-до-Тігре) — бразильський футболіст, воротар болгарського клубу ЦСКА (Софія).
Виступав, зокрема, за клуб «Греміо».
Володар Кубка Болгарії.

## Ігрова кар'єра
Народився 23 жовтня 1990 року в місті Арроїо-до-Тігре. Вихованець футбольної школи клубу «Греміо». Дорослу футбольну кар'єру розпочав 2010 року в основній команді того ж клубу, в якій провів один сезон. 
Протягом 2011 року захищав кольори клубу «АС Арапіракенсе».
Своєю грою за останню команду знову привернув увагу представників тренерського штабу клубу «Греміо», до складу якого повернувся 2012 року. Цього разу відіграв за команду з Порту-Алегрі наступні два сезони своєї ігрової кар'єри.
Згодом з 2014 по 2019 рік грав у складі команд «Ікаса», «Америка» (Натал), «Атлетіко Гояніенсе», «Апаресіденсе», «Подбескідзе», «Наутіко Капібарібе», «Апаресіденсе», «Сампайо Корреа» та «Ітуано».
До складу клубу ЦСКА (Софія) приєднався 2019 року. Станом на 23 жовтня 2020 року відіграв за армійців з Софії 33 матчі в національному чемпіонаті.

## Титули і досягнення
- Володар Кубка Болгарії (1):

ЦСКА (Софія): 2020-2021